# مارسيلو بارتاليني
مارسيلو بارتاليني (بالإيطالية: Marcello Bartalini) مواليد 12 مارس 1962 في إمبولي، إيطاليا، هو دراج إيطالي في صنف سباق الدراجات على الطريق. شارك في دورة الألعاب الأولمبية الصيفية وفاز بميدالية أولمبية.

## الميداليات
| الميدالية | المسابقة                       |
| --------- | ------------------------------ |
| ذهبية     | الألعاب الأولمبية الصيفية 1984 |

## روابط خارجية
- مارسيلو بارتاليني على موقع أرشيف الدراجات (الإنجليزية)
- مارسيلو بارتاليني على موقع CycleBase (الإنجليزية)
- مارسيلو بارتاليني على موقع أوليمبيديا (الإنجليزية)
- مارسيلو بارتاليني على موقع اللجنة الأولمبية الإيطالية (الإيطالية)
- مارسيلو بارتاليني على موقع CONI honoured athlete website (الإيطالية)